# مترو أوساكا
مترو أنفاق بلدية أوساكا (بالإنجليزية: Osaka Municipal Subway)‏، (باليابانية: 大阪メトロ) هو نظام قطار حضري تحت الأرض في مدينة أوساكا ، اليابان. تم تأسيس المترو عام 1933 ، ويضم 8 خطوط و 123 محطة ويبلغ طوله 130 كيلومترًا.
قالب:Infobox Public transit